# Левитская, Мария Сергеевна
Мария Сергеевна Левитская (род. 13 апреля 1955 года, Киев) — советская и украинская театральная художница, сценограф, главная художница Национальной оперы Украины (с 1989). Лауреатка Государственной премии им. Т. Шевченко (2003). Член-Корреспондент Академии Искусств Украины (2004). Народный художник Украины (2006).

## Биография
В 1981 году окончила Киевский художественный институт (училась на факультете живописи, на отделении сценографии — руководитель профессор Даниил Лидер).
С 1981 по 1989 год работала художницей-постановщицей на Киевской киностудии имени А. Довженко. С 1989 года занимает должность главного художника Национального театра оперы и балета имени Тараса Шевченко.

## Произведения
- Создала сценографию к более 160 разных опер, балетов и драматических спектаклей (в таких странах как: Украина, Канада, Словения, Польша и Япония).
- Автор декораций, костюмов для различных опер и балетов Национальной оперы Украины.

## Декорации и костюмы опер
- «Золушка» — Дж. Россини
- «Бал-маскарад» — Дж. Верди
- «Алеко» — C.Рахманинов
- «Любовный напиток» — Г.Доницетти
- «Манон Леско» — Дж. Пуччини
- «Макбет» — Дж. Верди
- «Турандот» — Дж. Пуччини
- «Джоконда» — А.Понкиелли
- «Пиковая дама» — П. И. Чайковский
- «Любовь к трем апельсинам» — С.Прокофьев
- и др.

## Декорации и костюмы балетов
- «Лебединое озеро» — П. И. Чайковский
- «Спящая красавица» — П. И. Чайковский
- «Золушка» — С.Прокофьев
- «Щелкунчик» — П. И. Чайковский
- «Шехерезада» — М.Римский-Корсаков
- и др.

## Художница фильмов
- «Капитан Фракасс» (1984)
- «Фантастическая история» (1988)
- «Школа скандала» (фильм-спектакль) (1999)
- «Царевна-лягушка» (2000)

## Персональные выставки
- Украина (1987, 1988, 2000, 2002, 2005)
- Япония (1990)
- Канада (1992)
- Польша (1991, 1996)
- Израиль (1997)

## Награды и признание
- Орден княгини Ольги II степени (2015)[3]
- Орден княгини Ольги III степени (2001)[4]
- Кавалер ордена Звезды Италии (2016, Италия)[5]
- Народный художник Украины (2006)[2].
- Заслуженный деятель искусств Украины (1995)[6]